# 村井則夫
村井 則夫（むらい のりお、1962年 - ）は、日本の哲学者。

## 経歴
東京都生まれ。1985年、上智大学文学部哲学科卒業。1994年、上智大学大学院哲学研究科博士後期課程満期退学。1997年から立正大学などの講師を経て、2003年、明星大学人文学部専任講師、2006年、助教授、2007年、准教授、2013年、教授。2016年、上智大学にて博士（哲学）取得。2017年、中央大学文学部教授。2022年3月、健康上の都合により早期退職。
ハイデガー、ニーチェ、フンボルトなどドイツ近現代思想を中心に、現象学、解釈学、ブルーメンベルクの哲学史、アウエルバッハやクルツィウスの人文学史などを研究している。
上智大学名誉教授クラウス・リーゼンフーバーに師事し、その執筆するドイツ語論文・著作の翻訳をしている。

## 著作
- 『ニーチェ　ツァラトゥストラの謎』中公新書 2008
- 『ニーチェ　仮象の文献学』知泉書館 2014
- 『解体と遡行　ハイデガーと形而上学の歴史』知泉書館 2014
- 『人文学の可能性　言語・歴史・形象』知泉書館 2016

### 共著
- ハイデッガー研究会編『対話に立つハイデッガー』理想社　2000
- 哲学史研究会編『西洋哲学史観と時代区分』昭和堂　2004
- 哲学史研究会編『現代の哲学』昭和堂　2005
- 東洋大学哲学科編『哲学講座 4 哲学を享受する』知泉書館　2006
- 哲学史研究会編『西洋哲学史再構築試論』昭和堂　2007
- ハイデッガー研究会編『ハイデッガーと思索の将来』理想社　2007
- 秋富・安部・古荘・森編『ハイデガー読本』法政大学出版局　2014
- 細川・齋藤・池田編『始まりのハイデガー』晃洋書房　2015

### 翻訳
- クラウス・リーゼンフーバー「総序」- 『盛期スコラ学　中世思想原典集成13』平凡社 1993（他も）
- クラウス・リーゼンフーバー「純粋経験と絶対意志　『自覚における直観と反省』における意識の構成」創文社 1994
- カール・マンハイム（共訳）『青年期マンハイムとその作品』梓出版 1995
- クラウス・リーゼンフーバー（共訳）『中世哲学の源流』1995
- クラウス・リーゼンフーバー「アエギディウス・ロマヌスの社会・政治思想」創文社 1996
- クラウス・リーゼンフーバー「前期西田における自己意識と自由意志」世界思想社 1996
- ヨゼフ・フィルハウス「中世における教会法学者の社会論」創文社 1996
- クラウス・リーゼンフーバー「シャルトルのティエリにおける一性の算術と形而上学」創文社 1998
- クラウス・リーゼンフーバー「中世の修道院霊性における自己認識の問題」創文社 1998
- クラウス・リーゼンフーバー「人格の自己形成」創文社 1999
- クラウス・リーゼンフーバー「初期ラテン教父・総序」平凡社 1999
- クラウス・リーゼンフーバー「フィヒテ『浄福なる生への指教』解説」平凡社 2000
- ユルゲン・トラバント『フンボルトの言語思想』平凡社 2001
- クラウス・リーゼンフーバー「神認識における否定と直観−クザーヌスにおける神の探究をめぐって」知泉書館 2002
- ベルンハルト・ヴァルデンフェルス「世界の不可視性、あるいは眼差しから退くもの」青土社 2002
- クラウス・リーゼンフーバー『中世思想原典集成 別巻　中世思想史』平凡社 2002／改訂版 平凡社ライブラリー 2003
- ハンス・ブルーメンベルク『近代の正統性　III』法政大学出版局　叢書・ウニベルシタス 2002
- ウィリアム・バンガート『イエズス会の歴史』岡安喜代共訳、原書房 2004／改訂版 中公文庫（上下） 2018
- クラウス・リーゼンフーバー『中世哲学における理性と霊性』知泉書館 2008
- ヴェルナー・シュナイダース『理性への希望　ドイツ啓蒙主義の思想と図像』法政大学出版局 叢書・ウニベルシタス 2009
- フリードリヒ・ニーチェ 『喜ばしき知恵』河出文庫 2012
- クラウス・リーゼンフーバー（監訳）『近代哲学の根本問題』知泉書館 2014
- ハンス・ブルーメンベルク 『われわれが生きている現実　技術・芸術・修辞学』法政大学出版局 叢書・ウニベルシタス 2014
- ゴットフリート・ベーム『図像の哲学　いかにイメージは意味をつくるか』塩川千夏共訳、法政大学出版局 叢書・ウニベルシタス 2017
- フリードリヒ・ニーチェ 『偶像の黄昏』河出文庫 2019
- ハンス・ブルーメンベルク『メタファー学のパラダイム』法政大学出版局 叢書・ウニベルシタス 2022
- ハンス・ブルーメンベルク『真理のメタファーとしての光／コペルニクス的転回と宇宙における人間の位置づけ』編訳、平凡社ライブラリー 2023
- クラウス・リーゼンフーバー『中世哲学の射程　ラテン教父からフィチーノまで』平凡社ライブラリー 2024
- クラウス・リーゼンフーバー『存在と思惟　中世哲学論集』山本芳久編・解説、矢玉俊彦共訳、講談社学術文庫 2024